# Las Pilas, Tepechitlán
Las Pilas är en ort i Mexiko.   Den ligger i kommunen Tepechitlán och delstaten Zacatecas, i den centrala delen av landet, 500 km nordväst om huvudstaden Mexico City. Las Pilas ligger 1 726 meter över havet och antalet invånare är 199.
Terrängen runt Las Pilas är platt västerut, men österut är den kuperad. Las Pilas ligger nere i en dal. Runt Las Pilas är det ganska glesbefolkat, med 31 invånare per kvadratkilometer. Närmaste större samhälle är Tlaltenango de Sánchez Román, 12,6 km norr om Las Pilas. I omgivningarna runt Las Pilas växer huvudsakligen savannskog.